# Cnemaspis dringi
Espèce
Cnemaspis dringi est une espèce de geckos de la famille des Gekkonidae.

## Répartition
Cette espèce est endémique du Sarawak en Malaisie.

## Étymologie
Cette espèce est nommée en l'honneur de Julian Christopher Mark Dring.

## Publication originale
- Das & Bauer, 1998 : Systematics and biogeography of Bornean geckos of the genus Cnemaspis Strauch, 1887 (Sauria: Gekkonidae), with the description of a new species. The Raffles Bulletin of Zoology, vol. 46, n. 1, p. 11-28 (texte intégral).